# Олтоме
Культура Олтоме (традиция Олтоме) — археологическая культура, существовавшая в Восточной Африке, главным образом на территории современной Кении.
Люди данной культуры создали древнейшую керамику в данном регионе. Керамика была декорированной. В местах поселений, наряду с керамикой, обнаружены также микролитические орудия из кварца и обсидиана, а также кости.
Носители данной культуры жили охотой, главным образом на буйвола и гиппопотама, дополняя рацион масом антилоп, диких свиней и птиц. Также важную роль играла ловля раков и рыбы, в первую очередь протоптера (Protopterus aethiopicus). Обнаружены крупные кучи пустых раковин. Животноводство и земледелие не отмечены.
Датировка культуры Олтоме вызывает затруднения. Радиоуглеродная датировка относит возникновение этой культуры примерно к 5000 г. до н. э., однако ряд исследователей оспаривают эту датировку, относя культуру к 2—1 тыс. до н. э.